# 須藤秀一郎
須藤 秀一郎（すどう しゅういちろう、1941年11月24日 - ）は、日本の経営者。ニッセイ同和損害保険社長を務めた。

## 経歴
静岡県出身。1964年に慶應義塾大学法学部を卒業し、同年に同和火災海上保険に入社。
1991年6月に取締役に就任し、1996年6月に常務を経て、1998年4月には社長に就任。2001年4月にはニッセイ同和損害保険社長に就任し、2006年4月には会長に就任。
2012年11月に旭日中綬章を受章。